# Getto van Izbica

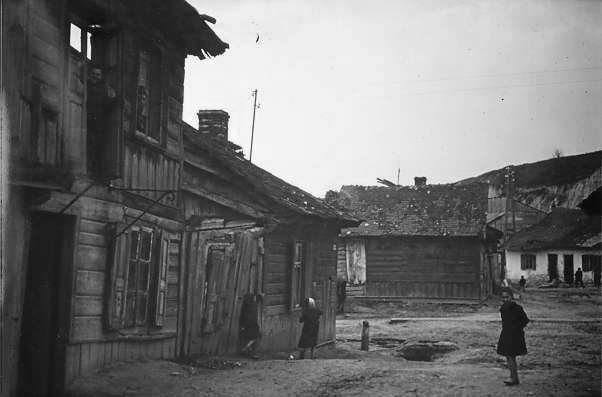
Het getto van Izbica

Het Getto van Izbica was een joods getto in Izbica, Polen, dat tijdens de Tweede Wereldoorlog diende als  doorvoerkamp. Vanuit het getto werden joden gedeporteerd naar de vernietigingskampen Bełżec en Sobibór. Het getto van Izbica was het grootste transitgetto in woiwodschap Lublin.
In november 1942 werd het getto opgeheven.

## Geschiedenis
Voor de Tweede Wereldoorlog was 95% van de inwoners van Izbica joods. Velen van hen waren orthodox joods en leefden in armoede. De meeste huizen in het dorp waren van hout en hadden geen toegang tot elektriciteit, riolering en stromend water. Voor de watervoorziening was het dorp afhankelijk van drie waterputten.

### Uitbraak Tweede Wereldoorlog

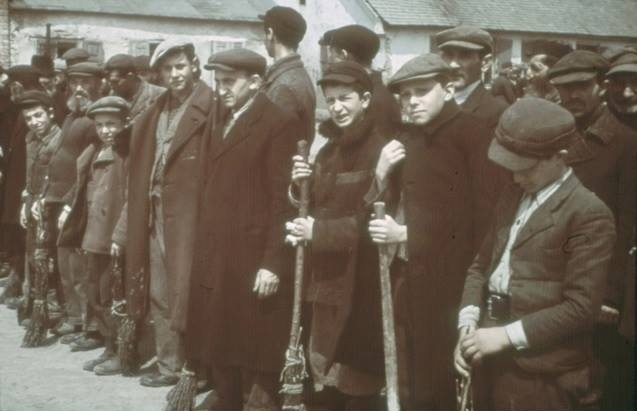
Joden worden gedwongen de straat te vegen in het getto van Izbica

Na september 1939 viel het dorp voor korte tijd in handen van het Rode Leger. Toen zij het dorp verlieten, vluchtten ongeveer 1000 inwoners met hen mee uit angst voor de Duitse bezetter. In 1939 werd Izbica tot getto verklaard. De Joodse bevolking werd door de Duitse bezetter aangestuurd tot het oprichten van een Joodse Raad die de belangen van de gemeenschap zou behartigen. 
In het dorp werden joden onderworpen aan dwangarbeid en hun huizen werden geplunderd. Eind 1939 en in 1940 kwamen vluchtelingen uit Rijksgouw Wartheland en transporten vanuit Częstochowa, Łódź, Głowno, Konin en Koło naar Izbica waardoor het dorp overbevolkt werd en huisvestingsproblemen ontstonden. Door de inwoners werd een vluchtelingenhulpcomité opgericht en een volkskeuken ingericht. In augustus 1941 woonden er ongeveer 7000 mensen in Izbica, waarvan 2000 vluchtelingen.

### Inrichting getto

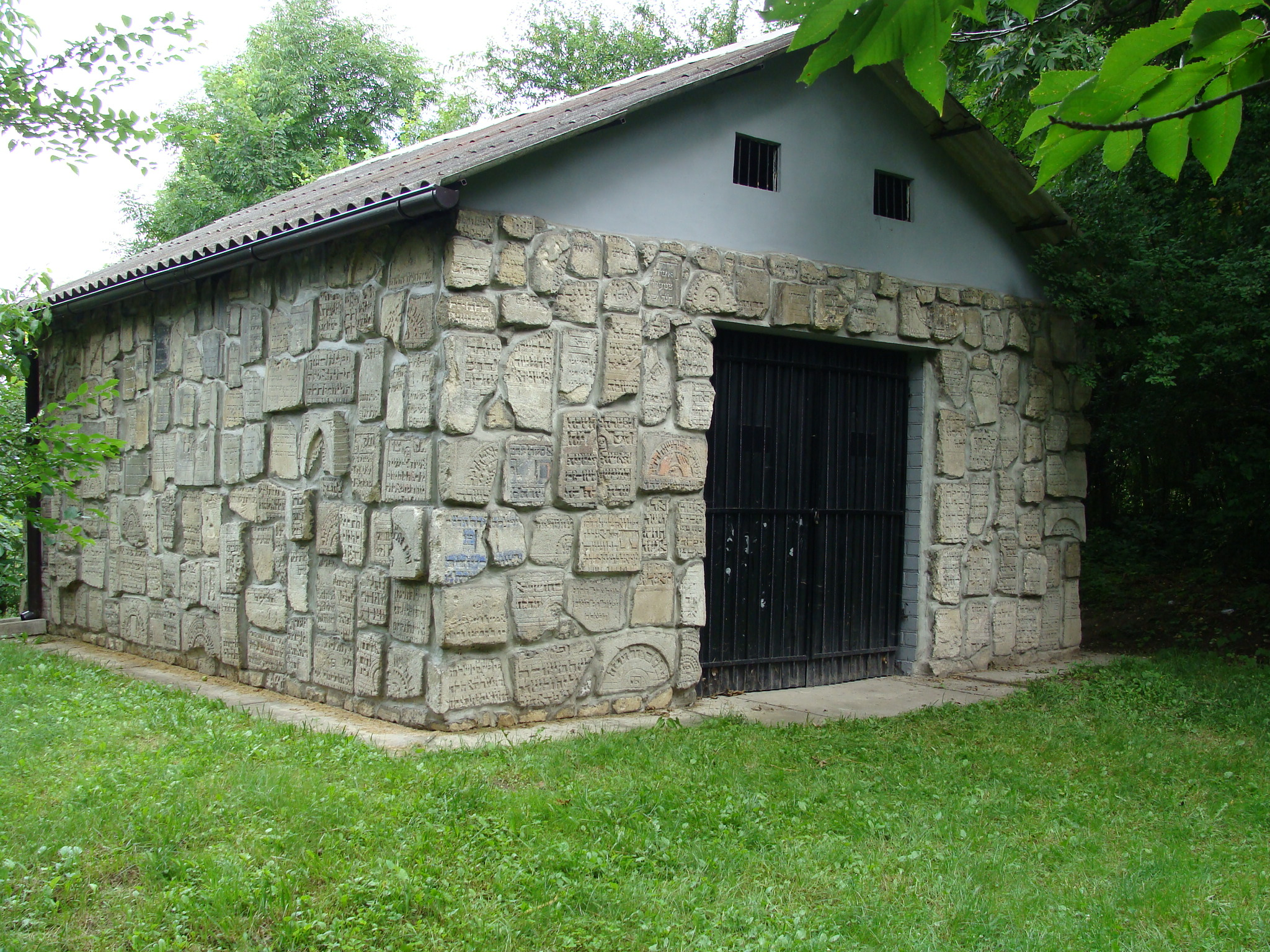
Gebouw met muren gemaakt van grafstenen

In 1941 werd er bij Izbica een buitenpost van de Gestapo geopend waar Kurt Engels en Ludwig Klemm de leiding kregen. Er werden plannen gemaakt voor grootschalige deportaties naar het getto. Door de ligging van Izbica aan een hoofdweg die leidt van Lublin naar Zamość en de aanwezigheid van een spoorlijn dwars door het dorp, was het een geschikt doorvoerpunt naar de vernietigingskampen Bełżec en Sobibór. De oorspronkelijke bewoners van Izbica woonden aan de ene kant van de spoorlijn, de vluchtelingen werden geplaatst in een gebouw dat voorheen toebehoorde aan de brandweer. Het stond op een terrein met een oppervlakte van ongeveer anderhalve vierkante kilometer dat was omheind met prikkeldraad en lag vlak naast de spoorlijn. Daarnaast werd de lokale joodse begraafplaats volledig verwoest. De bewoners werden gedwongen de grafstenen te verwijderen. Deze werden later hergebruikt om de muren van een gevangenis mee te bouwen.

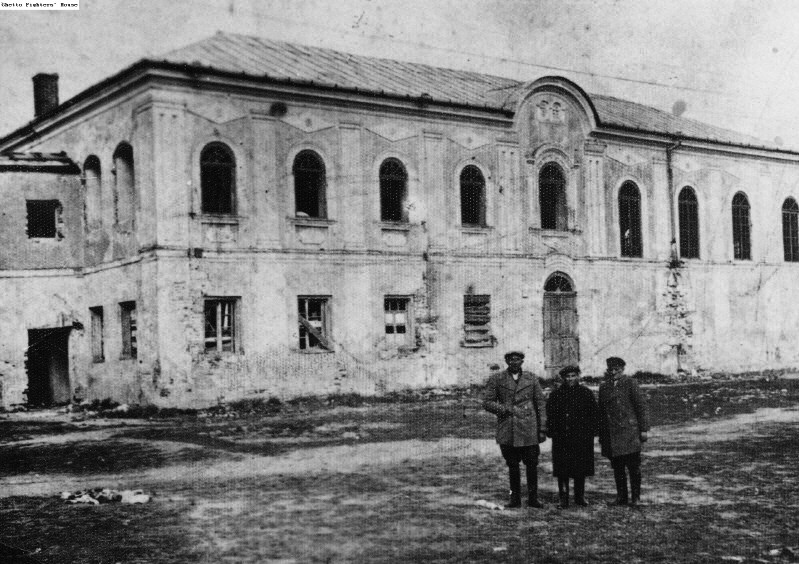
Voormalige synagoge van Izbica

Doordat de meeste huizen in Izbica geen riolering hadden en er nauwelijks medische voorzieningen waren, ontstonden er problemen met hygiëne. In de voormalige synagoge werd een provisorisch ziekenhuis ingericht waar artsen werkten die waren toegekomen met de transporten. Desondanks brak er eind 1941 een tyfusepidemie uit in het getto. Door de snel verspreidende ziekte en het gebrek aan voedsel stierven veel bewoners.

### Start grootschalige deportaties

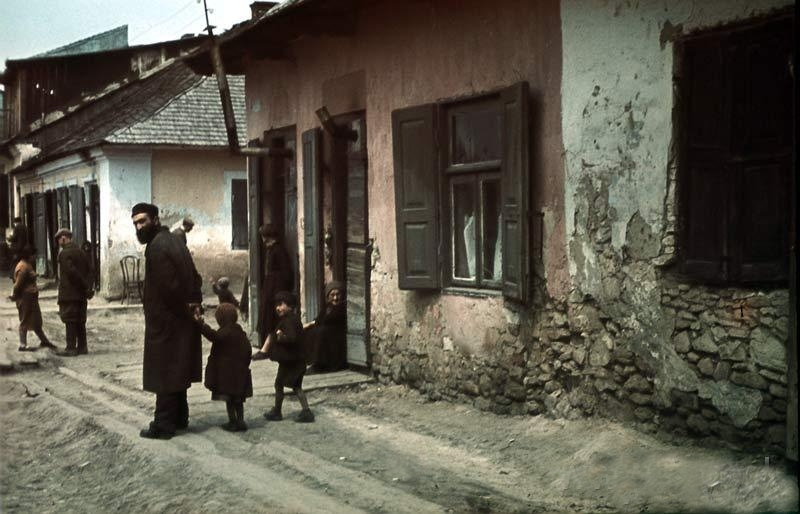
Joodse inwoners van Izbica

In 1942 werden grootschalige deportaties naar het getto gestart. Tijdens het eerste transport van maart 1942 kwamen 1000 mensen vanuit Theresienstadt naar Izbica. Doordat het dorp de grote toestroom van personen niet aankon, werden bewoners gedwongen naar Kraśniczyn, Gorzków en Siennica Różana te verhuizen. Tussen maart en mei 1942 werden ongeveer 16.000 Joden uit Duitsland, Oostenrijk, Polen en Tsjecho-Slowakije naar het getto overgebracht als onderdeel van Operatie Reinhard. Onder deze personen vonden zich meerdere hooggeplaatsten, waaronder de locoburgemeester van Praag, legergeneraals uit Oostenrijk en professoren uit Den Haag, Jena, Heidelberg, Wenen en Wrocław. In mei waren 6960 vluchtelingen in het getto. Diezelfde maand werd een Postsperre ingesteld waarna correspondentie met personen buiten het getto verboden werd.
Op 24 maart 1942 werden de eerste Poolse joden gedeporteerd. Ongeveer 2200 personen werden naar vernietigingskamp Bełżec overgebracht. Tussen 12 en 14 mei 1942 werden joden uit het hele district Krasnystaw gedeporteerd, veelal naar Sobibór. Personen die in staat waren om te werken, werden doorgestuurd naar Majdanek. Op 8 juni 1942 volgde een groot transport van kinderen en ouderen. In de herfst van 1942 waren er nog ruim 10.000 mensen aanwezig in Izbica. Op 18 en 19 oktober werden duizenden vrouwen, kinderen en ouderen afgevoerd naar Bełżec en Sobibór en 500 personen werden ter plaatse geëxecuteerd. De kinderen van het lokale kindertehuis werden allemaal doodgeschoten.

### Opheffing getto

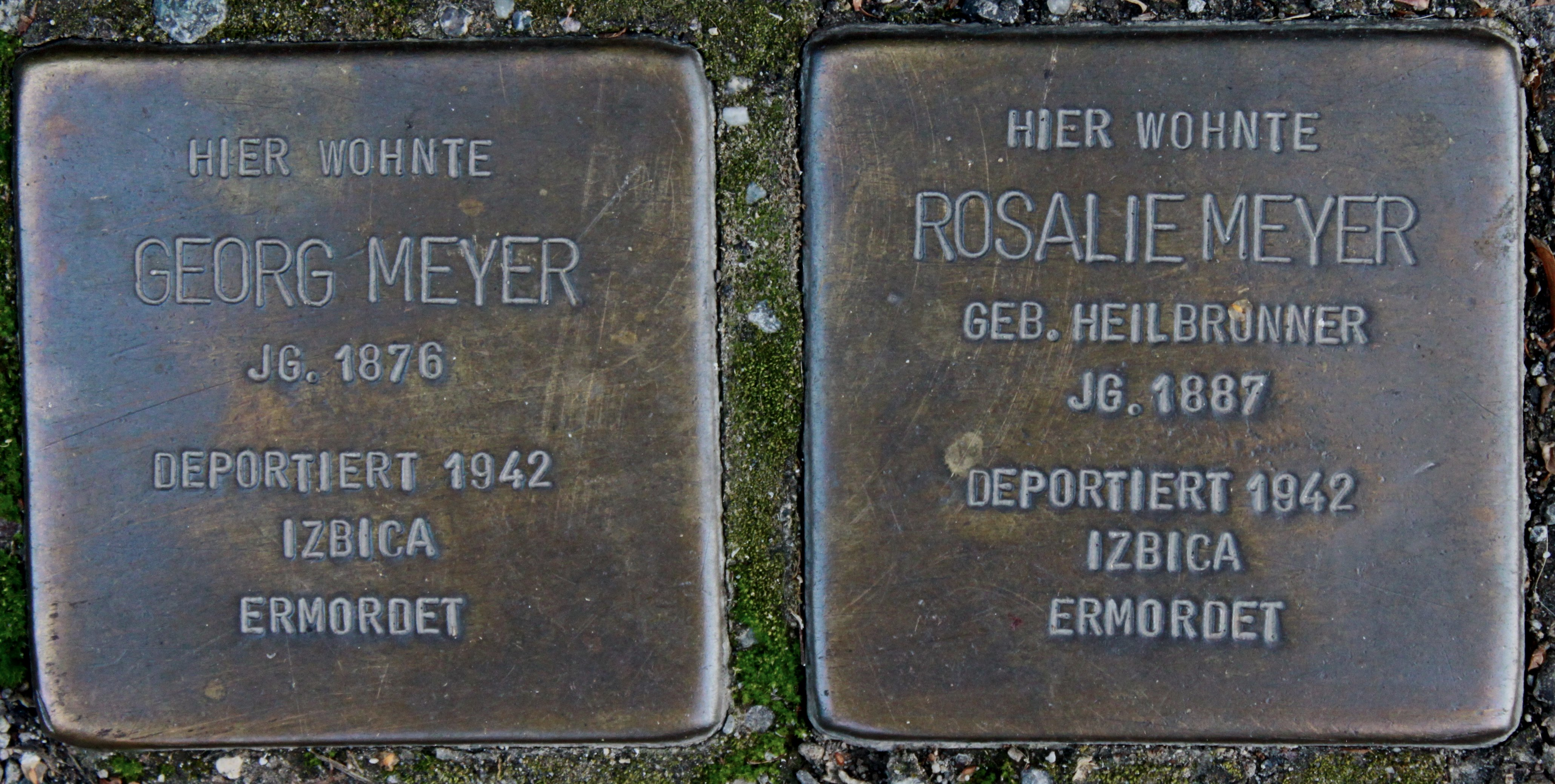
Struikelstenen van twee personen die zijn gedeporteerd naar Izbica

Op 1 en 2 november vonden deportaties plaats in kader van de opheffing van het getto. Opnieuw werden duizenden personen afgevoerd naar Bełżec en Sobibór. Vanwege een gebrek aan treinwagons bleven veel mensen in Izbica achter. Personen die in staat waren om te werken, werden doorgestuurd naar Kamp Trawniki. De bijna 2000 overgebleven personen werden doodgeschoten. Ongeveer 200 mensen werden hierna in Izbica ingezet voor dwangarbeid in een leerlooierij. Zij werden op 28 april 1943 gedeporteerd naar Sobibór. 
In totaal zijn ongeveer 26.000 mannen, vrouwen en kinderen zijn tijdens de oorlogsjaren vanuit Izbica gedeporteerd. Van de oorspronkelijke bewoners van Izbica overleefden 14 personen de Holocaust.
Alfabetisch op naam.  Indien een kamp meerdere rollen had, staat het in de "hoogste" groep.
Zie ook: Lijst van naziconcentratiekampen · Jappenkampen in Nederlands-Indië · Lijst van jappenkampen